# Basil Hopko
Basil, Vasiľ ou Basílio Hopko (21 de abril de 1904, Hrabské — 23 de julho de 1976) foi um eparca (bispo) da Igreja Católica Grega Eslovaca. Ele foi beatificado pelo Papa João Paulo II por seu martírio sob a ocupação comunista.

## Vida
Basil Hopko nasceu na aldeia Rusyn de Hrabské, no condado de Sáros do Reino da Hungria (atual Eslováquia oriental). Seus pais, Basil e Anna, nascida Petrenko, eram camponeses sem terra. Quando Hopko ainda era criança, seu pai foi atingido por um raio e morreu. Sua mãe o deixou aos cuidados do pai, enquanto ela emigrava para os Estados Unidos em busca de trabalho. Quando Hopko tinha 7 anos, foi enviado para morar com seu tio Demeter Petrenko, um padre católico grego. 
Ele frequentou o ginásio evangélico em Prešov, então na Tchecoslováquia, graduando-se com louvor em 1923. Hopko estudou no Seminário Eparquial de Prešov. Ele sonhava em se juntar à sua mãe na América e seguir ali sua vocação sacerdotal, mas o custo de recorrentes problemas de saúde o impedia de pagar pela viagem. Posteriormente, ele escreveu que, quando finalmente decidiu ficar e servir em sua terra natal, foi repentinamente curado e percebeu que havia recebido um sinal de seu chamado. Ele foi ordenado sacerdote católico grego em 3 de fevereiro de 1929.
Ele serviu como pastor (1929–1936) na paróquia greco-católica em Praga, a capital da Tchecoslováquia, onde era conhecido por seu foco nos pobres, desempregados e estudantes. Sua mãe voltou da América após 22 anos e voltou para o filho em Praga, tornando-se sua governanta na casa paroquial.
Em 1936 ele voltou a ensinar no Seminário Eparquial de Prešov, e foi agraciado com o título de Monsenhor. Ele já havia começado seus estudos de pós-graduação na Charles University enquanto estava em Praga, e completou seu doutorado em Teologia em 1940 na Comenius University em Bratislava. Em Prešov ele chefiou a divisão de publicação da eparquia, onde editou um periódico mensal. 
Após a Segunda Guerra Mundial, uma crescente influência comunista soviética fez com que o bispo Pavol Peter Gojdič de Prešov pedisse à Santa Sé um bispo auxiliar para ajudar a defender a Igreja Greco-Católica. Hopko foi nomeado para o cargo em 11 de maio de 1947. A conquista da Tchecoslováquia pelos comunistas devastou a Igreja Greco-Católica. Em 1950, foi oficialmente abolida pelo estado como organização religiosa, e seus ativos foram entregues à Igreja Ortodoxa Russa. O Bispo Gojdič foi detido e condenado à prisão perpétua. O bispo Hopko foi preso em 28 de abril de 1950 e mantido com rações de fome e torturado por semanas. Eventualmente, ele foi julgado e condenado a 15 anos pela "atividade subversiva" de permanecer leal a Roma. Ele foi repetidamente transferido de prisão em prisão. Sua saúde, física e emocional, piorou e, em 1964, ele foi transferido para um asilo para idosos. Ele nunca recuperou sua saúde.
Durante a Primavera de Praga, o governo da Tchecoslováquia liberou legalmente Hopko em 13 de junho de 1968 e a Prešov Eparchy foi restaurada. No entanto, ativistas insistiu que um Eslovaca bispo ser nomeado para a Sé episcopal, e a Santa Sé nomeou o eslovaco padre Ján Hirka como sucessor de Dom Hopko. 
O bispo Hopko morreu em Prešov aos 72 anos em 23 de julho de 1976. Em 14 de setembro de 2003, o Papa João Paulo II o beatificou em uma cerimônia em Bratislava, Eslováquia.